# Labina Mitevska

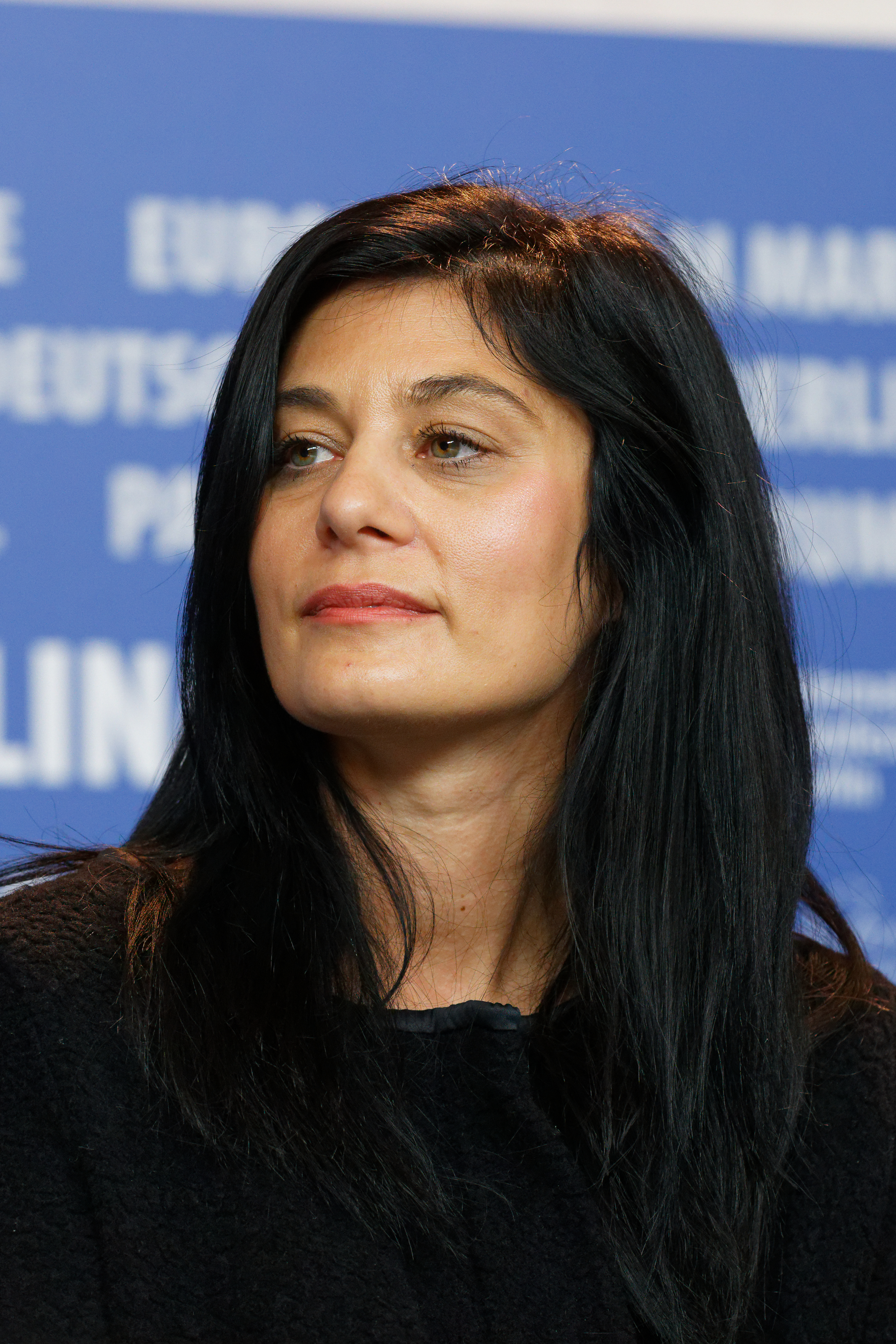
Labina Mitevska (2017)

Labina Mitevska (mazedonisch Лабина Митевска; geboren 1975 in Skopje, Jugoslawien) ist eine nordmazedonische Schauspielerin.

## Leben
Labina Mitevska stammt aus einer nordmazedonischen Künstlerfamilie. Sie debütierte 1994 im oscarnominierten Film Vor dem Regen von Milčo Mančevski. Neben ihrer schauspielerischen Tätigkeit studierte sie in Skopje und Tucson, Arizona Archäologie. Weitere nennenswerte Rollen spielte sie 1997 in Michael Winterbottoms Welcome to Sarajevo und 2000 in David Ondříčeks Samotáři. 
Im Jahr 2024 wurde Mitevska der Koproduzentenpreis – Prix Eurimages zuteil.
Ihre Schwester Teona Strugar Mitevska ist als Regisseurin tätig.

## Filmografie (Auswahl)
- 1994: Vor dem Regen (Before the Rain)
- 1997: Welcome to Sarajevo
- 1998: I Want You
- 2000: Einzelgänger (Samotáři)
- 2005: Kontakt
- 2004: Kako ubiv svetec
- 2005: Stille Sehnsucht – Warchild
- 2007: Jas sum od Titov Veles
- 2009: 9:06
- 2016: Sieranevada – Die Trauerfeier (Sieranevada)
- 2019: Gott existiert, ihr Name ist Petrunya (Gospod postoi, imeto i' e Petrunija)